# Bas Dudok van Heel
Sebastien Abraham Corneille (Bas) Dudok van Heel (Bergen op Zoom, 11 april 1938 - Amsterdam, 20 januari 2025) was een Nederlands historicus en voormalig archivaris.

## Biografie
Van Heel was een telg uit het in het Nederland's Patriciaat opgenomen geslacht Van Heel en een zoon van luitenant-kolonel Abraham Everardus Dudok van Heel (1915-1993) en diens eerste echtgenote Cornelie Henriette Vlaanderen (1914-1997). Hij studeerde geschiedenis aan de Universiteit van Amsterdam. Van 1969 tot 2001 was hij in dienst bij het Stadsarchief Amsterdam.
In 2006 promoveerde hij aan de Radboud Universiteit Nijmegen op De jonge Rembrandt onder tijdgenoten. Hij ontrafelde de onderlinge familiebetrekkingen van de personen afgebeeld op De Nachtwacht. Bovendien wees hij de plek aan waarvoor Rembrandts beroemdste schilderij ooit was bestemd.
Ondertussen werkte hij aan zijn magnum opus: Van Amsterdamse burgers tot Europese aristocraten. Hun geschiedenis en hun portretten. De Heijnen-maagschap 1400-1800 dat in 2008 in twee banden werd gepubliceerd en meer dan 1100 pagina's beslaat. (Het verscheen als jubileumuitgave bij het 125-jarig bestaan van en uitgegeven door het Koninklijk Nederlandsch Genootschap voor Geslacht- en Wapenkunde.) Hij heeft alle nakomelingen van een Amsterdams echtpaar van 1400 tot 1800 nagetrokken, in totaal 30.000, allen opgenomen in de in het werk vervatte parenteel van het echtpaar. Hij keek hierbij niet alleen naar hun beroepen, inkomens, huizen maar ook naar hun geschilderde portretten. In dit werk toont hij aan dat vele machtige en rijke Amsterdamse families uit de vijftiende tot achttiende eeuw hun invloed behielden. Door zijn reconstructie van het gehele sociale netwerk rond de regenten wordt duidelijk hoe het 'sociale kapitaal' van de elite van generatie op generatie werd doorgegeven en hoe getalenteerde en vermogende nieuwkomers in de samenleving werden opgenomen door huwelijken met dochters van de zittende regenten. Anders dan gedacht speelde de Reformatie een beperktere rol. Dit is het grote verschil met het standaardwerk van Johan Engelbert Elias (1875-1959), De vroedschap van Amsterdam 1578-1795, dat zich beperkt tot het protestante patriciaat; Van Heel geeft aan dat ook de rooms-katholieke elite eeuwenlang haar voorname plaats in de (Amsterdamse) kringen bleef behouden.
In 2024 verscheen een vervolg op het boek over de Heijnen-maagschap, namelijk dat over de Boelen-maagschap die eveneens de stamvader van de Heijnen-maagschap als stamvader heeft: dochter van de stamvader Margriete Claes Heijnenzndr († 1459) trouwde met stamvader van de Boelen-maagschap Dirk Boel Heinricxzn († 1459), schepen en burgemeester van Amsterdam. (Het verscheen op 31 mei 2024 ter gelegenheid van het 140-jarig bestaan en opnieuw uitgegeven door het Koninklijk Nederlandsch Genootschap voor Geslacht- en Wapenkunde.) Deze uitgave, ook wel Dudok van Heel 2 genoemd, is met vier banden nog omvangrijker dan de eerdere maar kent eenzelfde opzet en uitvoering.
Dr. S.A.C. Dudok van Heel publiceerde meer dan 150, geregeld zeer omvangrijke artikelen en werkte mee aan vele exposities, meestal verband houdend met Nederlandse kunstenaars uit de Gouden Eeuw, de geschiedenis van Amsterdam of het Amsterdamse regentenpatriciaat.